# 小蓼花
小蓼花（学名：Polygonum muricatum）为蓼科蓼属下的一个种。一年生草本。生长在山谷水边、田边湿地，海拔50-3300米。分布在中国、朝鲜、日本、印度、尼泊尔、泰国。中国分布于吉林、黑龙江、陕西、华东、华中、华南、四川、贵州和云南。

## 扩展阅读
- 小蓼花的图片[]